# Srećko Lisinac

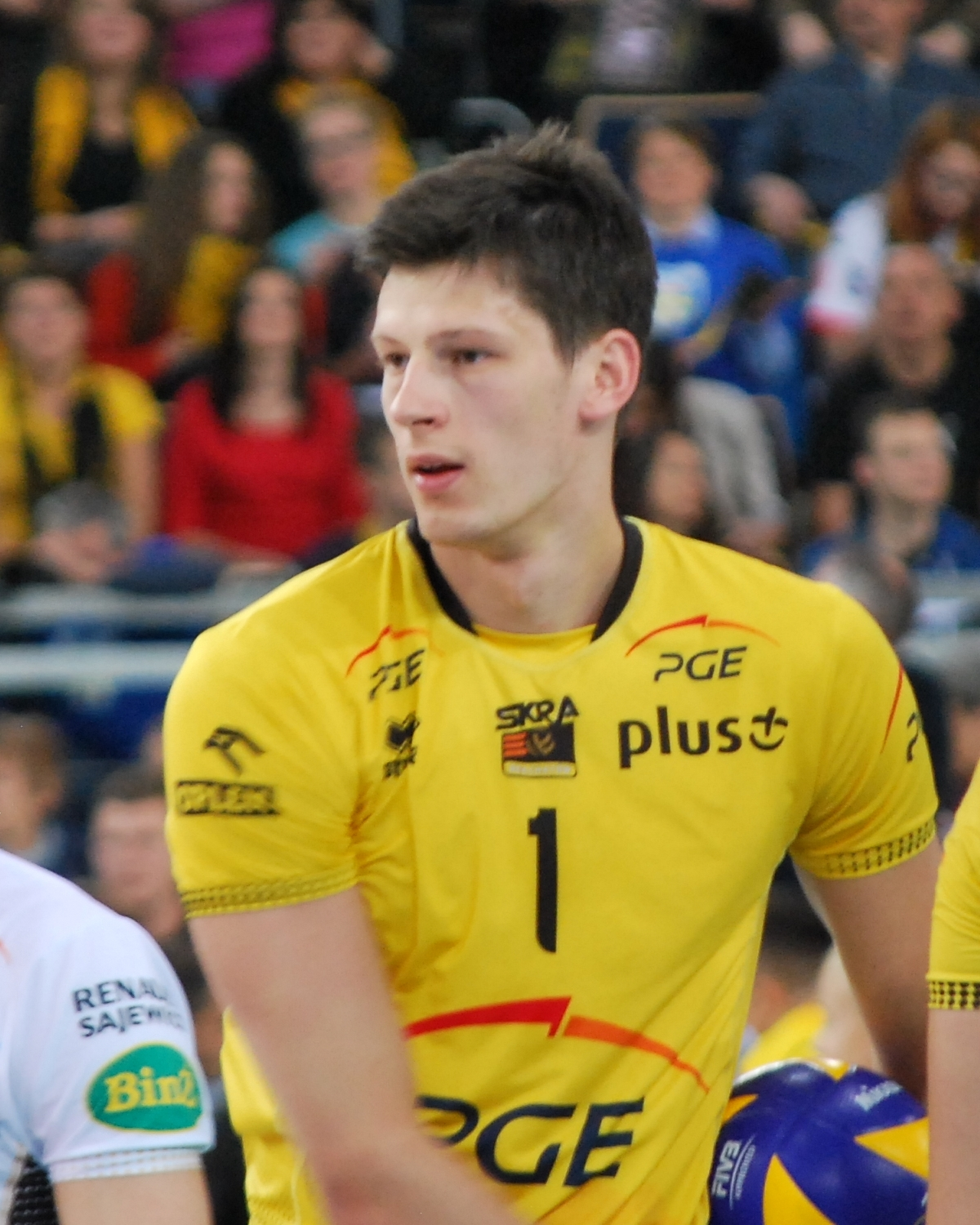
Srećko Lisinac zawodnikiem PGE Skry Bełchatów

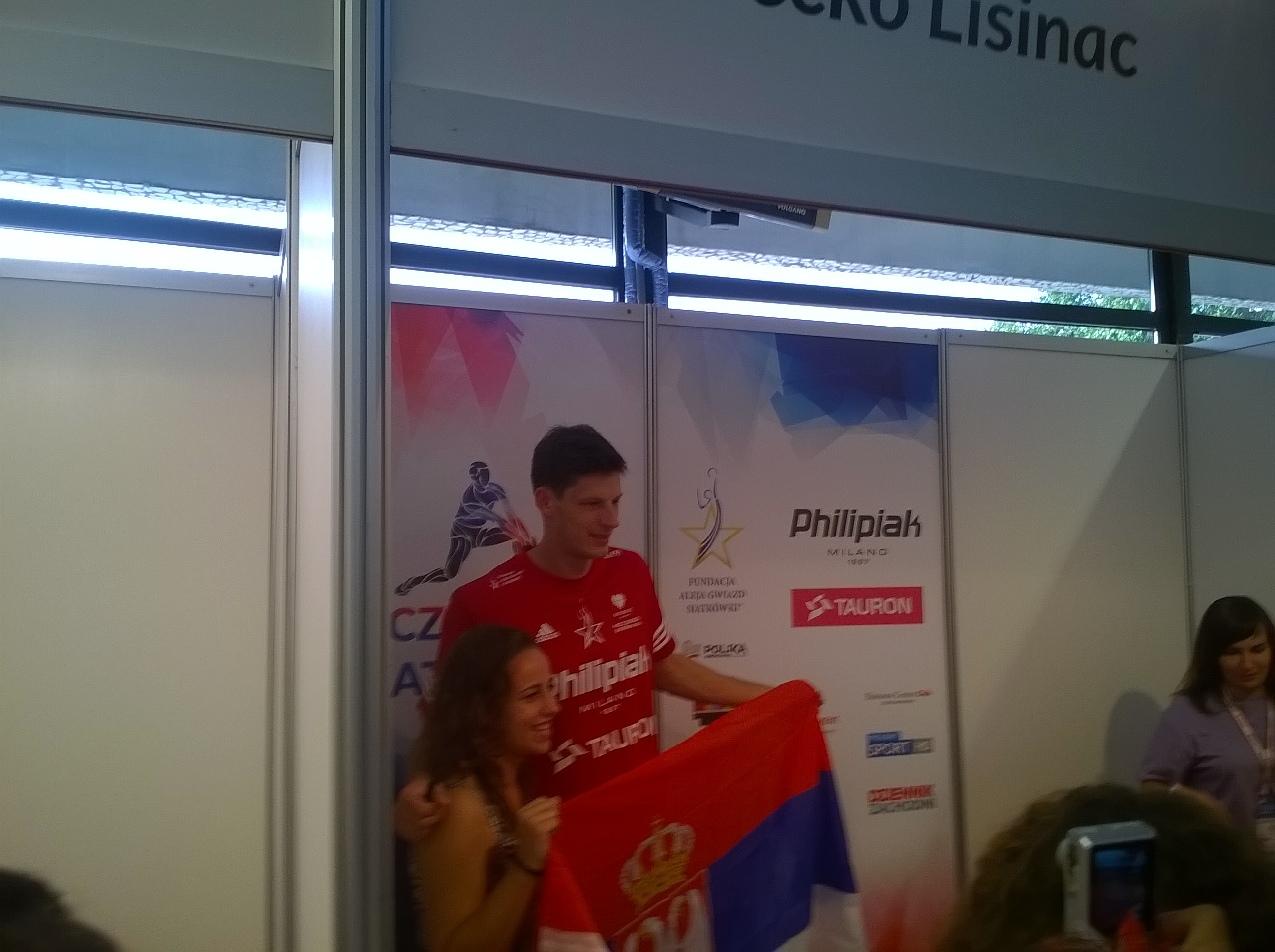
Srećko Lisinac na spotkaniu z kibicami przed Meczem Gwiazd - Pożegnanie Pawła Zagumnego w katowickim Spodku, 11 września 2016

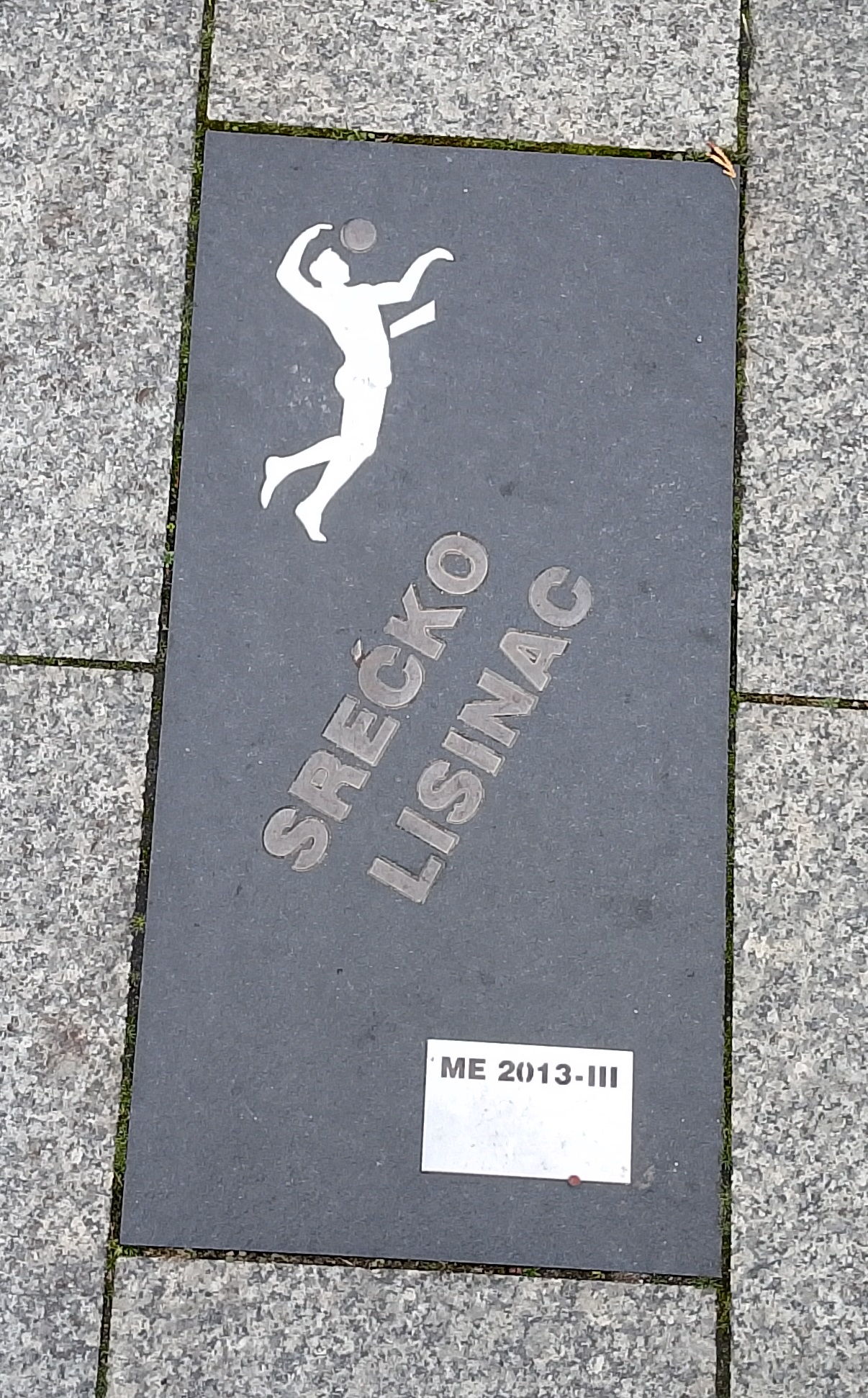
Tablica w Siatkarskiej Alei Gwiazd w Bełchatowie

Srećko Lisinac (ur. 17 maja 1992 w Kraljevie) – serbski siatkarz, reprezentant kraju, grający na pozycji środkowego. 
Jego żoną jest siatkarka Stefana Veljković. 1 lutego 2021 roku urodził im się syn Luka.
W trakcie 2023 roku przeszedł operację kregosłupa, gdzie zabieg obejmował odcinek lędźwiowy.

## Sukcesy klubowe
Mistrzostwo Niemiec:
- 2014

Superpuchar Polski:
- 2014, 2017

Mistrzostwo Polski:
- 2018
- 2017
- 2015, 2016, 2024[3]

Puchar Polski:
- 2016

Klubowe mistrzostwa świata:
- 2018
- 2022[4]
- 2021

Puchar CEV:
- 2019

Liga Mistrzów:
- 2021, 2022

Superpuchar Włoch:
- 2021

Mistrzostwo Włoch:
- 2023[5]

Puchar Challenge:
- 2024[6]

## Sukcesy reprezentacyjne
Mistrzostwa Europy juniorów:
- 2010

Mistrzostwa świata juniorów:
- 2011

Mistrzostwa świata U-23:
- 2013

Mistrzostwa Europy:
- 2019
- 2013, 2017

Liga Światowa:
- 2016
- 2015

Memoriał Huberta Jerzego Wagnera:
- 2016
- 2019

## Nagrody indywidualne
- 2013: Najlepszy blokujący mistrzostw Europy[7]
- 2015: Najlepszy środkowy Ligi Światowej
- 2016: Najlepszy blokujący Pucharu Polski
- 2016: Najlepszy blokujący memoriału Huberta Jerzego Wagnera
- 2016: Najlepszy środkowy Ligi Światowej
- 2017: Najlepszy środkowy mistrzostw Europy
- 2018: Najlepszy blokujący Pucharu Polski
- 2019: Najlepszy środkowy mistrzostw Europy